# Blink-182 (album)
Pour les articles homonymes, voir l'article sur le groupe Blink-182 et la page d'homonymie Blink.
Albums de Blink-182
Take Off Your Pants and Jacket
(2001) Greatest Hits
(2005)
Singles
1. Feeling This
Sortie : 2 octobre 2003
2. I Miss You
Sortie : 9 février 2004
3. Down
Sortie : 22 janvier 2004
4. Always
Sortie : 1er novembre 2004

Blink-182 est le cinquième album studio du groupe californien de punk rock Blink-182. Il est sorti en 2003 avant leur séparation en février 2005. Peu avant la sortie de l'album, Travis Barker, batteur du groupe annonça que le titre de l'album serait Use Your Erection I and II (en référence au double album Use Your Illusion I et Use Your Illusion II du groupe Guns N' Roses). Plus tard, il admit qu'il s'agissait d'une plaisanterie et le groupe décida finalement de laisser l'album sans nom.
Le style musical de l'album est beaucoup plus mûr que les albums précédents. Le groupe utilise un son plus travaillé, plus clair et moins distordu qui s'expliquent sans doute par les changements dans la vie des membres du groupe (Mark Hoppus, Tom DeLonge et Travis Barker étant tous trois devenus père avant la sortie de l'album), et par les projets parallèles menés par les différents membres du groupe (Box Car Racer pour Tom DeLonge et Travis Barker et The Transplants pour Travis Barker). Les membres du groupe étant fan de The Cure, le chanteur du groupe Robert Smith fut invité à prêter sa voix sur le titre All of This, témoignant ainsi de cette nouvelle orientation musicale. 
Dans ce désir de changement, il est important de remarquer que l'album ne contient aucune chanson humoristique, ce qui était pourtant une des caractéristiques principales des albums précédents et du groupe en lui-même.

## Genèse

### Contexte
Blink-182 atteint pour la première fois la tête du Billboard 200 en juin 2001 avec la sortie de son quatrième album studio Take Off Your Pants and Jacket, les singles The Rock Show et First Date participant largement à ce succès international. Le chanteur Tom DeLonge estime néanmoins que sa créativité est bridée par ce que le label leur impose, ce qui amène des tensions au sein du trio pendant leurs sessions de répétition,,. Après trois mois de tournée aux États-Unis et au Canada, ils doivent reporter leurs concerts en Europe à la suite des attentats du 11 septembre 2001, puis se voient une nouvelle fois contraint de les annuler début 2002, DeLonge souffrant d'une hernie discale.
DeLonge se sentant aussi « de plus en plus frustré par ce que fait Blink », il évoque son mal-être à Travis Barker lors de leur jam session quotidienne et le batteur en profite pour lui faire découvrir des groupes post-hardcore tels que Fugazi, Refused, Quicksand ou Rocket from the Crypt. Ils se lancent alors dans le projet expérimental Box Car Racer, qui a pour unique but de sortir un disque. Ils engagent cependant David Kennedy, guitariste de Hazen Street (en), pour compléter la formation et publier l'album Box Car Racer en mai 2002,,,,. Mark Hoppus, bassiste de Blink, se sent donc trahi et jaloux de la situation, ce qui envenime encore un peu plus leurs relations. Il explique qu'il « a le sentiment que Blink s'est séparé fin 2001. Personne ne le disait mais tout le monde le pensait ». En parallèle, Barker rejoint également le groupe de rap rock Transplants en 2002 et apparaît sur leur premier album homonyme. La situation est d'autant plus bizarre quand ils sont en tête d'affiche du Pop Disaster Tour avec Green Day d'avril à juin 2002 : Barker décrit qu'ils « ne sont plus trois gars inséparables qui voyagent ensemble », Hoppus et DeLonge s'étant mariés, lui-même étant en couple avec le modèle Shanna Moakler et leur relation très suivie par les médias,,.
Quand ils commencent à répéter pour leur nouvel album, ils décident de mettre à profit l'expérimentation Box Car Racer et de s'en inspirer pour être plus créatifs dans la tonalité et les arrangements musicaux,. Barker encourage d'ailleurs le groupe « à ne pas voir cet album comme le prochain de Blink-182, mais comme le premier de Blink-182 », tandis qu'Hoppus explique « vouloir essayer différents arrangements à chaque chanson ». Le bassiste admet aussi que Houston: We Have a Drinking Problem de Bad Astronaut les a influencés,,.

### Enregistrement et production
En janvier 2003, Blink loue une maison à Rancho Santa Fe dans le comté de San Diego, projetant d'y enregistrer l'intégralité de l'album sous la direction de Jerry Finn, producteur des deux précédents albums du groupe,,,. Barker, ne souhaitant pas s'éloigner de Moakler, fait le trajet tous les jours entre Los Angeles et San Diego. Le trio profite de ce nouvel opus pour changer sa façon de concevoir un album : ils arrêtent de faire plusieurs chansons en parallèle, les enregistrant instrument par instrument, pour se concentrer tous ensemble sur une chanson. Ils travaillent ainsi sur trois à quatre chansons par jour, passant à la suivante lorsqu'ils sentent qu'ils sont allés au bout. En plus de convertir la maison en studio d'enregistrement, de la pornographie en pay-per-view est diffusée en continu tandis qu'un espace pour « fumer du cannabis » est aménagé dans le garage. Delonge explique d'ailleurs que « s'il n'avait pas fumé la moitié du cannabis, il aurait probablement cumulé 3 millions de dollars en frais de films X ». Barker quitte ses partenaires au printemps pour la tournée de Transplants, leur laissant plusieurs enregistrements de batterie à écouter. Après avoir été expulsés de la maison qu'ils louaient, ils reprennent les sessions début mai dans les studios Rolling Thunder jusqu'en août et leur départ pour deux concerts au Japon. Celles-ci sont diffusées en parallèle sur leur site web, et en partie sur MTV à la sortie de l'album.
Sous contrat avec MCA Records, le trio se voit rappeler au début de l'année 2003 par le label qu'ils doivent publier un album à un trimestre particulier, sous peine de sanctions, mais MCA est finalement absorbé par Geffen Records au printemps,. Le changement de label leur convient parfaitement puisqu'ils ont désormais moins de pression et plus de liberté : « les gens de Geffen sont venus pendant l'enregistrement et ont écouté trois chansons avant de dire que c'était notre meilleur album jusque-là, l'album de notre carrière et qu'on pouvait prendre autant de temps qu'on souhaitait ». Ils ajoutent que c'est la grosse différence avec MCA qui « faisait passer les finances avant la créativité : quand tu es dans l'industrie musicale, tu dois mettre la créativité en premier, c'est un art, tu dois le voir tel quel, le traiter ainsi et tu obtiens finalement le meilleur produit ». Par conséquent, au lieu de passer trois mois en studio pour enregistrer un album comme ils avaient l'habitude de faire, ils prennent plus de temps pour celui-ci afin d'expérimenter d'autres façons de composer, de jouer et d'enregistrer leurs chansons et aussi d'être plus attentif au moindre détail,. Hoppus décrit d'ailleurs le studio comme un « laboratoire musical dans lequel plus de soixante-dix guitares, trente amplis, trente ou quarante caisses claires différentes, six batteries, plusieurs claviers, phonographes et pianos », dont la plupart provient de la collection de Finn. Ils bénéficient de l'aide de James Guthrie, un des ingénieurs du son de The Wall, de DJ Shadow et Dan the Automator, ainsi que de Robert Smith, chanteur et guitariste de The Cure, sur All of This. Ce dernier enregistre son chant en Angleterre à partir des pistes brutes. Le trio pense au départ que leurs précédents disques au contenu décalé et humoristique poseraient problème, mais Smith explique que « personne ne sait quel genre de chansons vous écrirez dans le futur et personne ne connaît tout le potentiel d'un groupe » et ajoute qu'il « apprécie réellement la musique qu'ils lui ont envoyé »,.
Le trio réalise la pochette et son design courant septembre, en parallèle du mixage et du matriçage. Hoppus déclare que l'album est « tellement personnel pour eux qu'ils ont vraiment envie de s'impliquer sur tous les aspects du disque »,. DeLonge admet que les derniers jours de mixage ont été « vraiment stressants » et qu'ils « ont travaillé dessus très tard pour qu'il sorte dans les temps », le directeur de Geffen les ayant appelés pour fixer une date butoir. Ils terminent d'ailleurs le mixage la veille de son envoi en fabrication à l'usine. Barker considère après coup que c'est la période du groupe qu'il a préféré.

## Parution et réception

### Classements et certifications
| Classement (2003-2004)            | Meilleure position |
| --------------------------------- | ------------------ |
| Allemagne (Media Control AG)      | 33                 |
| Australie (ARIA)                  | 7                  |
| Autriche (Ö3 Austria Top 40)      | 16                 |
| Belgique (Flandre Ultratop)       | 27                 |
| Belgique (Wallonie Ultratop)      | 38                 |
| Canada (Canadian Albums)          | 1                  |
| Danemark (Tracklisten)            | 10                 |
| États-Unis (Billboard 200)        | 3                  |
| France (SNEP)                     | 26                 |
| Irlande (IRMA)                    | 18                 |
| Italie (FIMI)                     | 26                 |
| Japon (Oricon)                    | 16                 |
| Norvège (VG-lista)                | 22                 |
| Nouvelle-Zélande (RIANZ)          | 10                 |
| Pays-Bas (Mega Album Top 100)     | 71                 |
| Royaume-Uni (UK Albums Chart)     | 22                 |
| Royaume-Uni (Rock & Metal Albums) | 1                  |
| Suède (Sverigetopplistan)         | 46                 |
| Suisse (Schweizer Hitparade)      | 17                 |

| Pays                  | Ventes      | Certifications |
| --------------------- | ----------- | -------------- |
| Argentine (CAPIF)     | 20 000 +    | Or             |
| Australie (ARIA)      | 140 000 +   | 2 × Platine    |
| Canada (Music Canada) | 200 000 +   | 2 × Platine    |
| États-Unis (RIAA)     | 1 000 000 + | Platine        |
| Royaume-Uni (BPI)     | 300 000 +   | Platine        |

### Tournées
Après le DollaBill Tour, Blink-182 se produit lors du spectacle de Noël de la radio KWOD, concluant l'année 2003 du groupe. Ils remontent sur scène en Europe courant février 2004, avant de partir en Australie en mars. La tournée devait ensuite se poursuivre au Japon, mais elle est annulée car Barker se blesse au pied. Ils donnent des concerts aux États-Unis fin avril et courant mai, avant de partager une tournée avec No Doubt durant le mois de juin. Les dates annulées en Australie sont rattrapées en août et début septembre. Le 17 septembre, le groupe enregistre l'émission MTV Icon (en) rendant hommage à The Cure qui est diffusée le 31 octobre, reprenant A Letter to Elise en plus d'All of This. Ils retournent en Europe en décembre pour deux semaines de concerts, dont le dernier se tient le 16 au Point Theatre de Dublin,.
Bien qu'une nouvelle tournée aux États-Unis soit prévue, des tensions apparues au sein du groupe lors de la tournée européenne les force à l'annuler et annoncer une « pause à durée indéterminée » le 22 février 2005.

## Caractéristiques artistiques

### Thèmes et compositions
- Feeling This a été écrit conjointement mais dans des salles séparées par Mark Hoppus et Tom DeLonge. La réunion de leurs paroles a permis de mélanger une évocation d'une sexualité lascive dans les couplets, une sexualité passionnée dans les transitions et une sexualité romantique dans les refrains.

- Feeling This se retrouve dans le jeu vidéo Madden NFL 2004 sous le nom Action.

- La chanson I Miss You fait, à de nombreuses reprises, référence au film The Nightmare Before Christmas lors des strophes « We can live like Jack and Sally if we want/Where you can always find me/And we'll have Halloween on Christmas/And in the night we'll wish this never ends. » Tom DeLonge a eu l'idée de cette chanson quand il écoutait The Lovecats de The Cure. Il a alors voulu faire une chanson en acoustique, avec une contrebasse et une batterie jouée avec des balais.

- La chanson Down parle d'un garçon et d'une fille s'embrassant dans une voiture, alors qu'il pleut des cordes dehors. Le garçon essaie de trouver une bonne raison pour ne pas la laisser partir.

- La chanson Violence évoque une fille entrant dans un bar tard le soir. Elle se met alors à danser, et tous les hommes présents se mettent à l'observer avec envie.

- À la fin de la chanson Violence, Joanne Whalley lit les lettres échangées entre les grands-parents de Mark Hoppus durant la Deuxième Guerre Mondiale. La fin de la chanson mène alors doucement vers la chanson Stockholm Syndrome qui fait référence comme son nom l'indique au Syndrome de Stockholm.

- The Fallen Interlude est la première chanson instrumentale du groupe.

- Au tout début de la chanson Asthenia, il est possible d'entendre des transmissions sonores de la NASA en lien avec le thème de la chanson qui évoque un astronaute luttant contre la solitude. La strophe « Should I go back? » est extraite du titre original de la chanson qui était alors Shoulda Got Caught. Asthenia a connu beaucoup de changement de paroles, de thèmes et d'accords entre la création et l'enregistrement.

- Easy Target et All Of This font tous deux références au même personnage Holly. Le lien ne s'arrête pas là puisque les deux chansons partagent la même mélodie à la guitare avec un tempo toutefois différent. Cette mélodie rappelle aussi l'interlude de The End With You de Box Car Racer.

- Les clips réalisés pour les titres Feeling This, Obvious, Violence, Stockholm Syndrome, Down et The Fallen Interlude peuvent être visualisés à partir du CD de l'album.

- Dans cet album, Mark Hoppus chante les refrains des titres Feeling This, Down, Easy Target et Stockholm Syndrome, les couplets de I Miss You et Violence, et l'intégralité des chansons Go et Here's Your Letter.

- Dans cet album, Tom DeLonge chante les couplets de Feeling This, Down et Easy Target, les couplets de Stockholm Syndrome et Go, la quasi-totalité de I Miss You et l'intégralité des chansons  Obvious, Violence, Asthenia, Always, I'm Lost Without You et Not Now.

### Titre et pochette
La réalisation de la pochette a été expliquée par Travis Barker dans une interview. Il y précise ainsi que le smiley présent sur la pochette est un souhait personnel en accord avec les graphistes du groupe afin d'apporter un visage souriant sur la pochette. Il précise en outre dans l'interview que les flèches sont également importantes et inspirées des albums de the Jam, son groupe favori.

## Fiche technique

### Liste des pistes
| Blink-182 | Blink-182            | Blink-182               | Blink-182 | Blink-182 | Blink-182 | Blink-182 | Blink-182 | Blink-182 | Blink-182 |
| No        | Titre                | Auteur                  | Durée     |           |           |           |           |           |           |
| --------- | -------------------- | ----------------------- | --------- | --------- | --------- | --------- | --------- | --------- | --------- |
| 1.        | Feeling This         | Blink-182               | 2:52      |           |           |           |           |           |           |
| 2.        | Obvious              | Blink-182               | 2:43      |           |           |           |           |           |           |
| 3.        | I Miss You           | Blink-182               | 3:47      |           |           |           |           |           |           |
| 4.        | Violence             | Blink-182               | 5:20      |           |           |           |           |           |           |
| 5.        | Stockholm Syndrome   | Blink-182               | 2:41      |           |           |           |           |           |           |
| 6.        | Down                 | Blink-182               | 3:03      |           |           |           |           |           |           |
| 7.        | The Fallen Interlude | Blink-182, Sick Jacken  | 2:12      |           |           |           |           |           |           |
| 8.        | Go                   | Blink-182               | 1:53      |           |           |           |           |           |           |
| 9.        | Asthenia             | Blink-182               | 4:19      |           |           |           |           |           |           |
| 10.       | Always               | Blink-182               | 4:11      |           |           |           |           |           |           |
| 11.       | Easy Target          | Blink-182               | 2:20      |           |           |           |           |           |           |
| 12.       | All of This          | Blink-182, Robert Smith | 4:40      |           |           |           |           |           |           |
| 13.       | Here's Your Letter   | Blink-182               | 2:54      |           |           |           |           |           |           |
| 14.       | I'm Lost Without You | Blink-182               | 6:21      |           |           |           |           |           |           |
| 49:23     |                      |                         |           |           |           |           |           |           |           |

| 15. | Anthem, Pt.2 (Live à Chicago) | Blink-182 | 3:45 |

| 15. | Not Now                       | Blink-182 | 4:09 |
| 16. | Anthem, Pt.2 (Live à Chicago) | Blink-182 | 3:45 |

| 15. | Not Now                        | Blink-182 | 4:09 |
| 16. | The Rock Show (Live à Chicago) | Blink-182 | 3:07 |

| 15. | The Rock Show (Live à Chicago) | Blink-182 | 3:07 |

| 15. | I Miss You (Live à Minneapolis)    | Blink-182 | 3:58 |
| 16. | The Rock Show (Live à Minneapolis) | Blink-182 | 3:03 |

### Crédits
| Blink-182 - Tom Delonge : chant et guitare - Mark Hoppus : chant et basse - Travis Barker : batterie Invités - Robert Smith : chant sur All of This - Roger Joseph Manning Jr. : claviers - Ron Froese : chant et guitare sur The Fallen Interlude - John Morrical : claviers additionnels sur All of This - Ken Andrews : instrumentation additionnelle sur Violence et Obvious Artwork - Maxx Gramajo : couverture de la pochette - Estavan Oriol : photographie - Soul Assassin Studios (Scandalous, Mr. Cartoon, Sunny Flats) : graphisme et design | Production - Jerry Finn : production, mixage sur Feeling This, The Fallen Interlude, Asthenia et Here's Your Letter - Sick Jacken : production sur The Fallen Interlude - Nikos Constant : production - Moises Velez : production - Tom Lord-Alge (en) : mixage sur Obvious, I Miss You, Down et All of This - Andy Wallace sur Violence, Stockholm Syndrome, Go et Easy Target - Ryan Hewitt : mixage sur Always et I'm Lost without You, ingénieur du son - Ron Froese : ingénieur du son au Studio Ayaic - Sam Boukas : assistant ingénieur - John Morrical : assistant ingénieur - James McCrone : assistant ingénieur - Alan Mason : assistant ingénieur - Seth Waldman : assistant ingénieur - Steve Sisco : assistant ingénieur - Femio Hernandez : assistant ingénieur - Brian Gardner : mastering |

### Ouvrages
- (en) Joe Shooman, Blink 182 : The Bands, The Breakdown & The Return, Independent Music Press, 24 juin 2010, 208 p. (ISBN 1906191107 et 978-1906191108)

1. ↑  Shooman 2010, p. 89-90
2. ↑  Shooman 2010, p. 94
3. ↑  Shooman 2010, p. 92
4. ↑  Shooman 2010, p. 99
5. 1 2  Shooman 2010, p. 121

- Autres ouvrages

1. 1 2 3  (en) Travis Barker et Gavin Edwards, Can I Say: Living Large, Cheating Death, and Drums, Drums, Drums, William Morrow, 20 octobre 2015, 416 p. (ISBN 978-0062319425)

### Articles de presse
1. 1 2  (en) « Tom DeLonge talks guitar tones, growing up and Blink », Total Guitar,‎ 12 octobre 2012
2. 1 2  (en) Tom Bryant, « But Seriously Folks… », Kerrang!,‎ 1er novembre 2003
3. ↑  (en) Sean Richardson, « Blink 182: Box Car Racer go for a spin », The Phoenix,‎ 23 mai 2002
4. 1 2  (en) Robyn Doreian, « Blink-182: Art, War and Creative Rebirth », Rock Sound, no 55,‎ décembre 2003, p. 55–60
5. ↑  (en) Trevor Kelley, « The Graduates », Alternative Press, no 185,‎ décembre 2003

### Autres sources
1. ↑  (en) « Not Quite Gone, A Punk Band Is Coming Back », sur The New York Times (consulté le 18 juillet 2018)
2. 1 2  (en) « Tom DeLonge: No More Compromises », sur mtv.com (consulté le 18 juillet 2018)
3. ↑  (en) « Blink-182 took punk to No. 1 for the first time with a masturbation pun », sur music.avclub.com (consulté le 18 juillet 2018)
4. ↑  (en) « Box Car Racer about end of the world, not end of Blink-182 », sur mtv.com (consulté le 18 juillet 2018)
5. ↑  (en) « Blink-182's Tom DeLonge salutes his roots on new album », sur mtv.com (consulté le 18 juillet 2018)
6. ↑  (en) « Travis Barker Gets Busy With Transplants, New Blink-182 LP », sur mtv.com (consulté le 20 juillet 2018)
7. 1 2  (en) « Blink-182 Consider Going Electronic On Next Album », sur mtv.com (consulté le 23 juillet 2018)
8. 1 2 3  (en) « No Album Title, No Preconceptions: The New Blink-182 - MTV », sur mtv.com (consulté le 23 juillet 2018)
9. 1 2  (en) « No joke, Blink-182 finds a happy mix between passion and parties », sur latimes.com (consulté le 16 novembre 2013)
10. 1 2  (en) « For The Record: Quick News On Nelly, The Clipse, Foo Fighters, Blink-182, Tool, Sting & More », sur MTV.com (consulté le 3 août 2018)
11. ↑  (en) « Blink-182, AFI Producer Jerry Finn Dead At 39 », sur MTV.com (consulté le 3 août 2018)
12. ↑  (en) « MCA & Geffen Merger », sur ismsound.net (version du 26 décembre 2005 sur Internet Archive)
13. ↑  (en) Richard Harrington, « Seriously, Blink-182 Is Growing Up », sur washingtonpost.com (consulté le 22 août 2018)
14. ↑  (en) « Blink-182 Tone Down Pranks, Get Down to Real ‘Action’ on Next LP », sur MTV.com (consulté le 6 août 2018)
15. ↑  (en) « What's My Age Again? Interview with Blink-182 », sur aversion.com (consulté le 22 septembre 2010)
16. ↑  (en) « Blink 182 Lets New Album Speak For Itself », sur billboard.com (consulté le 6 août 2018)
17. ↑  (en) « Blink-182 LP Gets Title From GN'R, Gloom From Robert Smith - MTV », sur MTV.com (consulté le 6 août 2018)
18. 1 2   [vidéo][documentaire] « MTV Album Launch »Blink-182, 21 novembre 2003, MTV
19. ↑  (de) Charts.de – Blink 182 – Blink 182. GfK Entertainment. PhonoNet GmbH.
20. ↑  (en) Australian-charts.com – Blink 182 – Blink 182. ARIA Top 50 album. Hung Medien.
21. ↑  (de) Austriancharts.at – Blink 182 – Blink 182. Ö3 Austria Top 40. Hung Medien.
22. ↑  (nl) Ultratop.be – Blink 182 – Blink 182. Ultratop 200 albums. Ultratop et Hung Medien / hitparade.ch.
23. ↑  Ultratop.be – Blink 182 – Blink 182. Ultratop 200 albums. Ultratop et Hung Medien / hitparade.ch.
24. ↑  (en) Blink 182 - Chart history – Billboard. Canadian Albums Chart. Prometheus Global Media.
25. ↑  (da) Danishcharts.com – Blink 182 – Blink 182. Tracklisten. Hung Medien.
26. ↑  (en) Blink 182 - Chart history – Billboard. Billboard 200. Prometheus Global Media.
27. ↑  Lescharts.com – Blink 182 – Blink 182. SNEP. Hung Medien.
28. ↑  (en) GfK Chart-Track. Irish Albums Chart. Irish Recorded Music Association.
29. ↑  (en) Italiancharts.com – Blink 182 – Blink 182. FIMI. Hung Medien.
30. ↑  (ja) « のアルバム売り上げランキング », sur oricon.co.jp, Oricon
31. ↑  (en) Norwegiancharts.com – Blink 182 – Blink 182. VG-lista. Hung Medien.
32. ↑  (en) Charts.org.nz – Blink 182 – Blink 182. RIANZ. Hung Medien.
33. ↑  (nl) Dutchcharts.nl – Blink 182 – Blink 182. Mega Album Top 100. Hung Medien.
34. ↑  (en) Official Albums Chart Top 100. UK Albums Chart. The Official Charts Company.
35. ↑  (en) Archive Chart. Rock & Metal Albums. The Official Charts Company.
36. ↑  (en) Swedishcharts.com – Blink 182 – Blink 182. Sverigetopplistan. Hung Medien.
37. ↑  (en) Swisscharts.com – Blink 182 – Blink 182. Schweizer Hitparade. Hung Medien.
38. ↑  (es) « Argentinian album certifications – Blink-182 – Blink-182 », CAPIF (consulté le 18 mars 2015)
39. ↑  (en) « ARIA Charts - Accreditations - 2004 Albums », Australian Recording Industry Association (consulté le 24 juillet 2018)
40. ↑  (en) « Gold Platinum Database - Blood Sugar Sex Magik », sur musiccanada.com (consulté le 24 juillet 2018)
41. ↑  (en) « Searchable Database - Blink-182 », RIAA (consulté le 13 juin 2021)
42. ↑  (en) « Cerified Awards Search », BPI (consulté le 24 juillet 2018)
43. ↑  (en) « KWODs Twisted X-Mas », sur blink182.com (version du 8 juillet 2011 sur Internet Archive)
44. ↑  (en) « Blink-182 Drummer Breaks Foot In Blunder Down Under », sur mtv.com (consulté le 25 janvier 2019)
45. ↑  (en) « Blink-182 May Play 'The Rock Show,' But No Doubt Deliver One », sur mtv.com (consulté le 25 janvier 2019)
46. ↑  (en) « Blink 182 Expand Australian Tour », sur ultimate-guitar.com (consulté le 25 janvier 2019)
47. ↑  (en) « For The Record: Quick News On Blink-182, Modest Mouse, Kid Rock, Joss Stone, Something Corporate & More », sur mtv.com (consulté le 25 janvier 2019)
48. ↑  (en) « Blink-182 Celebrate Longevity With '80s-Sounding 'Always' », sur mtv.com (consulté le 25 janvier 2019)
49. ↑  (en) « Blink-182 Members Finally 'Reconnecting' », sur billboard.com (consulté le 25 janvier 2019)
50. ↑  (en) « Blink-182 Announce 'Indefinite Hiatus' As Breakup Rumors Swirl », sur mtv.com (consulté le 25 janvier 2019)